# IAAF Race Walking Challenge Taicang 2011
IAAF Race Walking Challenge Taicang 2011 – zawody lekkoatletyczne w chodzie sportowym, które odbyły się 22 kwietnia w chińskim Taicang. Rywalizowano na dystansie 20 kilometrów.

## Rezultaty
| Poz. | Zawodnik      | Rezultat   |
| ---- | ------------- | ---------- |
| 1.   | Wang Zhen     | 1:18:30 PB |
| 2.   | Chu Yafei     | 1:18:45    |
| 3.   | Chen Ding     | 1:18:52 PB |
| 4.   | Jared Tallent | 1:19:57 SB |
| 5.   | Kim Hyun-Sub  | 1:20:10    |

| Poz. | Zawodniczka     | Rezultat   |
| ---- | --------------- | ---------- |
| 1.   | Liu Hong        | 1:27:17 SB |
| 2.   | Qieyang Shenjie | 1:28:04 PB |
| 3.   | Li Yanfei       | 1:28:43    |
| 4.   | Gao Ni          | 1:29:38    |
| 5.   | Lu Xiuzhu       | 1:30:06    |